# Paratetracnemoidea cornis
Paratetracnemoidea cornis is een vliesvleugelig insect uit de familie Encyrtidae. De wetenschappelijke naam is voor het eerst geldig gepubliceerd in 1986 door Prinsloo.